# 耿建明
耿建明（1962年—），江苏南京人，汉族，中华人民共和国政治人物、第十一届全国人民代表大会河北地区代表。
毕业于新加坡南洋理工大学工商管理专业。加入民建，担任廊坊市工商联副主席。2008年起担任全国人大代表。